# Stanisław Zieliński (Radsportler)
Stanisław Zieliński (* 26. Juli 1912 in Warschau; † September 1939) war ein polnischer Radrennfahrer und nationaler Meister im Radsport.

## Sportliche Laufbahn
Sein erstes relevantes Ergebnis war der fünfte Platz in der Polen-Rundfahrt 1933. Ein Jahr später gewann er das Rennen um den Preis der Tageszeitung Express, 1936 wurde er polnischer Meister im Straßenrennen. In seinem Meisterschaftsjahr nahm er für Polen an den Olympischen Sommerspielen in Berlin teil. Das olympische Straßenrennen beendete er auf Platz 16. Am Ende der Saison 1936 führte er die Jahreswertung der besten Fahrer des polnischen Radsportverbandes an.
Nach dem Überfall der deutschen Wehrmacht auf Polen floh Zieliński aus Warschau. Seitdem gilt er als vermisst.

## Berufliches
Zieliński absolvierte eine Ausbildung zum Werkzeugmacher und war in einer Maschinenfabrik tätig.